# Letland i Eurovision Song Contest
Letland har deltaget 20 gange i Eurovision Song Contest siden deres debut i 2000. Deres debut med bandet Brainstorm og sangen "My Star" endte på en tredjeplads og var den bedste debut i 42 år. Allerede i deres tredje forsøg, i 2002, vandt Letland hele konkurrencen med sangen "I Wanna" sunget af sangerinden Marie N. Grundet deres sejr i 2002, var de værter for Eurovision Song Contest 2003, som blev afholdt i Riga. Letland fik virkelig meget ros for deres banebrydende show, som havde en af de mest avancerede scener nogensinde, i konkurrencens historie. Det blev dog også begyndelsen på en skidt periode for Letland, som ellers havde klaret sig særdeles godt i deres korte historie. På hjemmebane fik de kun en 24. plads, og året efter i Istanbul, kvalificerede de sig ikke videre fra den nyindførte semifinale. I 2005 tog de dog lidt revanche, og fik en fornem 5. plads i det samlede resultat. Siden da har de dog ikke kunnet komme ind i top 10 igen, og i både 2009 og 2010 havnede de på en sidsteplads i semifinalen. Letlands broadcaster er LTV1.
I Eurovision Song Contest 2015 i Wien fik Letland sit fjerde bedste resultat, opført af Aminata Savadogo. Sangen hed "Love Injected" og fik en 6. Plads, næst efter Australien

## Repræsentanter
Nøgle
     Vinder
     Anden plads
     Tredje plads
     Sidste plads
     Deltager valgt, men konkurrerede ikke
| År   | Kunstner           | Sang                  | Sprog            | Oversættelse          | Finale             | Point              | Semi               | Point              |
| ---- | ------------------ | --------------------- | ---------------- | --------------------- | ------------------ | ------------------ | ------------------ | ------------------ |
| 2000 | Brainstorm         | "My Star"             | Engelsk          | Min stjerne           | 3                  | 136                | Ingen semifinaler  | Ingen semifinaler  |
| 2001 | Arnis Mednis       | "Too Much"            | Engelsk          | For meget             | 18                 | 16                 | Ingen semifinaler  | Ingen semifinaler  |
| 2002 | Marie N            | "I Wanna"             | Engelsk          | Jeg vil               | 1                  | 176                | Ingen semifinaler  | Ingen semifinaler  |
| 2003 | F.L.Y.             | "Hello From Mars"     | Engelsk          | Hej fra Mars          | 24                 | 5                  | Ingen semifinaler  | Ingen semifinaler  |
| 2004 | Fomins & Kleins    | "Dziesma par laimi"   | Lettisk          | En sang om lykke      | Ikke kvalificeret  | Ikke kvalificeret  | 17                 | 23                 |
| 2005 | Valters & Kaža     | "The War Is Not Over" | Engelsk          | Krigen er ikke slut   | 5                  | 153                | 10                 | 85                 |
| 2006 | Cosmos             | "I Hear Your Heart"   | Engelsk          | Jeg hører dit hjerte  | 16                 | 30                 | Top 10 året før    | Top 10 året før    |
| 2007 | Bonaparti.lv       | "Questa notte"        | Italiensk        | Denne nat             | 16                 | 54                 | 5                  | 168                |
| 2008 | Pirates of the Sea | "Wolves of the Sea"   | Engelsk          | Havets ulve           | 12                 | 83                 | 6                  | 86                 |
| 2009 | Intars Busulis     | "Probka" (Пробка)     | Russisk          | Trafikprop            | Ikke kvalificeret  | Ikke kvalificeret  | 19                 | 7                  |
| 2010 | Aisha              | "What For?"           | Engelsk          | For hvad?             | Ikke kvalificeret  | Ikke kvalificeret  | 17                 | 11                 |
| 2011 | Musiqq             | "Angel in Disguise"   | Engelsk          | Engel i forklædning   | Ikke kvalificeret  | Ikke kvalificeret  | 17                 | 25                 |
| 2012 | Anmary             | "Beautiful Song"      | Engelsk          | Smuk sang             | Ikke kvalificeret  | Ikke kvalificeret  | 16                 | 17                 |
| 2013 | PeR                | "Here We Go"          | Engelsk          | Så starter vi         | Ikke kvalificeret  | Ikke kvalificeret  | 17                 | 13                 |
| 2014 | Aarzemnieki        | "Cake to Bake"        | Engelsk          | Kage at bage          | Ikke kvalificeret  | Ikke kvalificeret  | 13                 | 33                 |
| 2015 | Aminata Savadogo   | "Love Injected"       | Engelsk          | Kærlighed injiceret   | 6                  | 186                | 2                  | 155                |
| 2016 | Justs              | "Heartbeat"           | Engelsk          | Hjerteslag            | 15                 | 132                | 8                  | 132                |
| 2017 | Triana Park        | "Line"                | Engelsk          | Streg                 | Ikke kvalificeret  | Ikke kvalificeret  | 18                 | 21                 |
| 2018 | Laura Rizzotto     | "Funny Girl"          | Engelsk          | Sjov pige             | Ikke kvalificeret  | Ikke kvalificeret  | 12                 | 106                |
| 2019 | Carousel           | "That Night"          | Engelsk          | Den nat               | Ikke kvalificeret  | Ikke kvalificeret  | 15                 | 50                 |
| 2020 | Samanta Tīna       | "Still Breathing"     | Engelsk          | Trækker stadig vejret | Konkurrence aflyst | Konkurrence aflyst | Konkurrence aflyst | Konkurrence aflyst |
| 2021 | Samanta Tīna       | "The Moon Is Rising"  | Engelsk          | Månen rejser sig      | Ikke kvalificeret  | Ikke kvalificeret  | 17                 | 14                 |
| 2022 | Citi Zēni          | "Eat Your Salad"      | Engelsk          | Spis din salat        | Ikke kvalificeret  | Ikke kvalificeret  | 14                 | 55                 |
| 2023 | Sudden Lights      | "Aijā"                | Engelsk, lettisk | —                     | Ikke kvalificeret  | Ikke kvalificeret  | 11                 | 34                 |
| 2024 | Dons               | "Hollow"              | Engelsk          | Hul                   | 16                 | 64                 | 7                  | 72                 |
| 2025 | Tautumeitas        | "Bur man laimi"       | Lettisk          | Bring mig lykke       | 13                 | 158                | 2                  | 130                |

## Pointstatistik (2000-2025)

### Flest point til og fra - top 5
NB: Kun point givet i finalerne er talt med.
| Letland har givet flest point til | Letland har givet flest point til | Letland har givet flest point til |
| Placering                         | Land                              | Point                             |
| --------------------------------- | --------------------------------- | --------------------------------- |
| 1                                 | Rusland                           | 175                               |
| 2                                 | Ukraine                           | 168                               |
| 3                                 | Litauen                           | 161                               |
| 4                                 | Estland                           | 156                               |
| =                                 | Sverige                           | 156                               |

| Letland har modtaget flest point fra | Letland har modtaget flest point fra | Letland har modtaget flest point fra |
| Placering                            | Land                                 | Point                                |
| ------------------------------------ | ------------------------------------ | ------------------------------------ |
| 1                                    | Litauen                              | 119                                  |
| 2                                    | Estland                              | 103                                  |
| 3                                    | Irland                               | 74                                   |
| 4                                    | Storbritannien                       | 69                                   |
| 5                                    | Danmark                              | 51                                   |

### 12 point til og fra
NB: Kun 12 point givet i finalerne er talt med.
| Letland har modtaget 12 point fra | Letland har modtaget 12 point fra           | Letland har modtaget 12 point fra |
| År                                | Jury                                        | Televoting                        |
| --------------------------------- | ------------------------------------------- | --------------------------------- |
| 2000                              | Belgien, Estland, Finland, Norge            | Ingen separat televoting          |
| 2002                              | Estland, Israel, Litauen, Spanien, Tyskland | Ingen separat televoting          |
| 2005                              | Irland, Litauen, Moldova                    | Ingen separat televoting          |
| 2008                              | Irland                                      | Ingen separat televoting          |
| 2015                              | Irland, Litauen, San Marino                 | Ingen separat televoting          |
| 2016                              | Modtog ikke 12 point                        | Litauen                           |
| 2025                              | Danmark, Litauen, Storbritannien            | Litauen                           |

| Letland har givet 12 point til | Letland har givet 12 point til | Letland har givet 12 point til |
| År                             | Jury                           | Televoting                     |
| ------------------------------ | ------------------------------ | ------------------------------ |
| 2000                           | Danmark                        | Ingen separat televoting       |
| 2001                           | Estland                        | Ingen separat televoting       |
| 2002                           | Estland                        | Ingen separat televoting       |
| 2003                           | Rusland                        | Ingen separat televoting       |
| 2004                           | Ukraine                        | Ingen separat televoting       |
| 2005                           | Schweiz                        | Ingen separat televoting       |
| 2006                           | Rusland                        | Ingen separat televoting       |
| 2007                           | Ukraine                        | Ingen separat televoting       |
| 2008                           | Rusland                        | Ingen separat televoting       |
| 2009                           | Norge                          | Ingen separat televoting       |
| 2010                           | Tyskland                       | Ingen separat televoting       |
| 2011                           | Italien                        | Ingen separat televoting       |
| 2012                           | Sverige                        | Ingen separat televoting       |
| 2013                           | Rusland                        | Ingen separat televoting       |
| 2014                           | Holland                        | Ingen separat televoting       |
| 2015                           | Sverige                        | Ingen separat televoting       |
| 2016                           | Ukraine                        | Rusland                        |
| 2017                           | Portugal                       | Belgien                        |
| 2018                           | Sverige                        | Litauen                        |
| 2019                           | Holland                        | Rusland                        |
| 2021                           | Schweiz                        | Litauen                        |
| 2022                           | Ukraine                        | Ukraine                        |
| 2023                           | Estland                        | Finland                        |
| 2024                           | Schweiz                        | Estland                        |
| 2025                           | Østrig                         | Estland                        |

### Flest point til og fra - alle lande
NB: Kun point givet i finalerne er talt med.
| Letland har givet point til | Letland har givet point til | Letland har givet point til |
| Placering                   | Land                        | Point                       |
| --------------------------- | --------------------------- | --------------------------- |
| 1                           | Rusland                     | 175                         |
| 2                           | Ukraine                     | 168                         |
| 3                           | Litauen                     | 161                         |
| 4                           | Estland                     | 156                         |
| =                           | Sverige                     | 156                         |
| 6                           | Norge                       | 92                          |
| 7                           | Danmark                     | 70                          |
| 8                           | Frankrig                    | 59                          |
| =                           | Schweiz                     | 59                          |
| 10                          | Tyskland                    | 55                          |
| 11                          | Italien                     | 54                          |
| 12                          | Finland                     | 51                          |
| 13                          | Østrig                      | 48                          |
| 14                          | Belgien                     | 44                          |
| =                           | Storbritannien              | 44                          |
| 16                          | Island                      | 42                          |
| =                           | Israel                      | 42                          |
| 18                          | Holland                     | 41                          |
| 19                          | Malta                       | 40                          |
| 20                          | Australien                  | 35                          |
| =                           | Portugal                    | 35                          |
| 22                          | Armenien                    | 31                          |
| =                           | Moldova                     | 31                          |
| 24                          | Aserbajdsjan                | 28                          |
| 25                          | Kroatien                    | 27                          |
| 26                          | Spanien                     | 25                          |
| 27                          | Bulgarien                   | 24                          |
| =                           | Irland                      | 24                          |
| 29                          | Cypern                      | 19                          |
| 30                          | Grækenland                  | 17                          |
| 31                          | Georgien                    | 16                          |
| =                           | Hviderusland                | 16                          |
| 33                          | Slovenien                   | 15                          |
| 34                          | Rumænien                    | 14                          |
| 35                          | Polen                       | 13                          |
| 36                          | Ungarn                      | 11                          |
| 37                          | Nordmakedonien              | 8                           |
| =                           | Tjekkiet                    | 8                           |
| 39                          | Serbien og Montenegro       | 6                           |
| 40                          | Serbien                     | 5                           |
| 41                          | Luxembourg                  | 3                           |
| 42                          | Albanien                    | 2                           |
| =                           | Tyrkiet                     | 2                           |
| 44                          | Andorra                     | 0                           |
| =                           | Bosnien-Hercegovina         | 0                           |
| =                           | Jugoslavien                 | 0                           |
| =                           | Marokko                     | 0                           |
| =                           | Monaco                      | 0                           |
| =                           | Montenegro                  | 0                           |
| =                           | San Marino                  | 0                           |
| =                           | Slovakiet                   | 0                           |

| Letland har modtaget point fra | Letland har modtaget point fra | Letland har modtaget point fra |
| Placering                      | Land                           | Point                          |
| ------------------------------ | ------------------------------ | ------------------------------ |
| 1                              | Litauen                        | 119                            |
| 2                              | Estland                        | 103                            |
| 3                              | Irland                         | 74                             |
| 4                              | Storbritannien                 | 69                             |
| 5                              | Danmark                        | 51                             |
| 6                              | Norge                          | 42                             |
| 7                              | Belgien                        | 39                             |
| 8                              | Malta                          | 37                             |
| =                              | Ukraine                        | 37                             |
| 10                             | Georgien                       | 36                             |
| 11                             | Israel                         | 34                             |
| =                              | Tyskland                       | 34                             |
| 13                             | Finland                        | 33                             |
| 14                             | Slovenien                      | 32                             |
| 15                             | Polen                          | 30                             |
| 16                             | Spanien                        | 29                             |
| 17                             | San Marino                     | 26                             |
| =                              | Sverige                        | 26                             |
| 19                             | Island                         | 24                             |
| 20                             | Portugal                       | 23                             |
| =                              | Rusland                        | 23                             |
| =                              | Østrig                         | 23                             |
| 23                             | Schweiz                        | 22                             |
| 24                             | Kroatien                       | 21                             |
| 25                             | Australien                     | 19                             |
| 26                             | Frankrig                       | 18                             |
| 27                             | Hviderusland                   | 16                             |
| 28                             | Moldova                        | 15                             |
| 29                             | Grækenland                     | 14                             |
| =                              | Ungarn                         | 14                             |
| 31                             | Holland                        | 13                             |
| =                              | Nordmakedonien                 | 13                             |
| 33                             | Andorra                        | 12                             |
| 34                             | Luxembourg                     | 11                             |
| 35                             | Cypern                         | 9                              |
| =                              | Tjekkiet                       | 9                              |
| 37                             | Monaco                         | 8                              |
| 38                             | Rumænien                       | 7                              |
| 39                             | Tyrkiet                        | 6                              |
| 40                             | Aserbajdsjan                   | 5                              |
| =                              | Bosnien-Hercegovina            | 5                              |
| 42                             | Italien                        | 4                              |
| 43                             | Armenien                       | 3                              |
| =                              | Montenegro                     | 3                              |
| 45                             | Serbien                        | 2                              |
| 46                             | Albanien                       | 0                              |
| =                              | Bulgarien                      | 0                              |
| =                              | Jugoslavien                    | 0                              |
| =                              | Marokko                        | 0                              |
| =                              | Serbien og Montenegro          | 0                              |
| =                              | Slovakiet                      | 0                              |

## Vært
| År   | By   | Scene        | Værter                          |
| ---- | ---- | ------------ | ------------------------------- |
| 2003 | Riga | Skonto Arena | Renars Kaupers & Marija Naumova |

## Kommentatorer og jurytalsmænd
| År   | Kommentator                                           | Jurytalsmand            |
| ---- | ----------------------------------------------------- | ----------------------- |
| 2000 | Kārlis Streips                                        | Lauris Reiniks          |
| 2001 | Kārlis Streips                                        | Renārs Kaupers          |
| 2002 | Kārlis Streips                                        | Ēriks Niedra            |
| 2003 | Kārlis Streips                                        | Ģirts Līcis             |
| 2004 | Kārlis Streips                                        | Lauris Reiniks          |
| 2005 | Kārlis Streips                                        | Marie N                 |
| 2006 | Kārlis Streips                                        | Mārtiņš Freimanis       |
| 2007 | Kārlis Streips                                        | Janis Šipkevics         |
| 2008 | Kārlis Streips                                        | Kristīne Virsnīte       |
| 2009 | Kārlis Streips                                        | Roberto Meloni          |
| 2010 | Kārlis Streips                                        | Kārlis Būmeisters       |
| 2011 | Valters Frīdenbergs & Uģis Joksts                     | Aisha                   |
| 2012 | Valters Frīdenbergs (Alle) Kārlis Būmeisters (Finale) | Valters Frīdenbergs     |
| 2013 | Valters Frīdenbergs (Alle) Kārlis Būmeisters (Finale) | Anmary                  |
| 2014 | Walters and Kazha                                     | Ralfs Eilands           |
| 2015 | Valters Frīdenbergs (Alle) Toms Grēviņš (Finale)      | Markus Riva             |
| 2016 | Valters Frīdenbergs (Alle) Toms Grēviņš (Finale)      | Toms Grēviņš            |
| 2017 | Valters Frīdenbergs (Alle) Toms Grēviņš (Finale)      | Aminata Savadogo        |
| 2018 | Toms Grēviņš (Alle) Magnuss Eriņš (Finale)            | Dagmāra Legante         |
| 2019 | Toms Grēviņš & Ketija Šēnberga                        | Laura Rizzotto          |
| 2021 | Toms Grēviņš (Alle) Marie N (Finale)                  | Aminata Savadogo        |
| 2022 | Toms Grēviņš (Alle) Lauris Reiniks (Finale)           | Samanta Tīna            |
| 2023 | Toms Grēviņš (Alle) Lauris Reiniks (Finale)           | Jānis Pētersons         |
| 2024 | Toms Grēviņš (Alle) Lauris Reiniks (Finale)           | Andrejs Reinis Zitmanis |
| 2025 | Toms Grēviņš (Alle) Marija Naumova (Finale)           | Dons                    |

## Galleri
- Aminata Savadogo i Wien (2015)
- Aarzemnieki i København (2014)

## Eksterne Henvisninger
- Eurovisionens officielle Hjemmeside
- LTV's officielle side om Eurovisionen (på lettisk)